# NSTG Asch
NSTG Asch (celým názvem: Nationalsozialistische Turngemeinde Asch) byl německý sportovní klub, který sídlil ve městě Asch v okupovaných Sudetech. Založen byl v roce 1939 po zániku původních sportovních klubů FV Sportbrüder Asch a Deutscher Sportverein Asch. Zanikl v roce 1945 po postupném ústupu německých vojsk z území města. Své domácí zápasy odehrával na stadionu In der Prexflur. Klubové barvy byly modrá a bílá.
Největším úspěchem klubu byla jednoroční účast v Gaulize Sudetenland, jedné ze skupin tehdejší nejvyšší fotbalové soutěže na území Německa.

## Umístění v jednotlivých sezonách
Stručný přehled
Zdroj: 
- 1940–1941: Gauliga Sudetenland – sk. 1

Jednotlivé ročníky
Zdroj: 
Legenda: Z - zápasy, V - výhry, R - remízy, P - porážky, VG - vstřelené góly, OG - obdržené góly, +/- - rozdíl skóre, B - body, červené podbarvení - sestup, zelené podbarvení - postup, fialové podbarvení - reorganizace, změna skupiny či soutěže
| Velkoněmecká říše (1940 – 1941) |                             |        |   |   |   |   |    |    |     |   |        |
| Sezóny                          | Liga                        | Úroveň | Z | V | R | P | VG | OG | +/- | B | Pozice |
| 1940/41                         | Gauliga Sudetenland – sk. 1 | 1      | 4 | 1 | 0 | 3 | 10 | 12 | -2  | 2 | 2.     |